# Pleiocarpidia assahanica
Pleiocarpidia assahanica är en måreväxtart som beskrevs av Cornelis Eliza Bertus Bremekamp. Pleiocarpidia assahanica ingår i släktet Pleiocarpidia och familjen måreväxter. Inga underarter finns listade i Catalogue of Life.